# Kai Schumann
Kai Schumann (ur. 28 lipca 1976 w Dreźnie) – niemiecki aktor telewizyjny, teatralny i filmowy.

## Życiorys

### Wczesne lata
Jego ojciec jest pochodzenia syryjskiego. Urodził się w Dreźnie. Wychowywał się w Plauen w Vogtland. Uczęszczał do Adolph-Diesterweg-Gymnasium. Naukę kontynuował w Turyndze, a następnie studiował w szkole teatralnej Hochschule für Schauspielkunst „Ernst Busch” Berlin.

### Kariera
W latach 1997–1999 odbył europejską trasę z widowiskiem Święci i śpiewający (Saints and Singing) Roberta Wilsona. Występował w Landestheater Tübingen (w sezonach artystycznych 1999/2000 i 2000/2001), był członkiem zespołu w Staatstheater Stuttgart (2001-2005) i Deutschen Schauspielhauses (2005-2007). Pracował z takimi reżyserami niemieckimi jak Volker Lösch, Stephan Kimmig, Hans Neuenfels i René Pollesch.
Zyskał sławę w roli ginekologa doktora Kaana w serialu RTL Pamiętnik doktora (Doctor’s Diary – Männer sind die beste Medizin, 2008-2011). Wystąpił jako koroner dr John Reichau w serialu Tatort (Miejsce zbrodni, 2009-2013) oraz jako komisarz Nikolas Heldt w serialu ZDF Heldt (2013-2015).

### Życie prywatne
Jest żonaty z Barbarą Schumann. Mają syna.

## Wybrana filmografia

### Filmy fabularne
- 2013: Ricky – normal war gestern jako Theo
- 2015: Verfehlung jako Dominik

### Filmy TV
- 1999: Der Einstein des Sex jako Magnus Hirschfeld (młody)
- 1999: Midsommar Stories jako Roland
- 2001: Martwy człowiek (Toter Mann) jako Kelner
- 2004: Dornröschens leiser Tod jako Frank Neuhaus
- 2007: Der Mann von gestern jako Daniel
- 2009: Miłość uskrzydla (Liebe macht sexy) jako Leon
- 2009: Mia i milioner (Mia und der Millionär) jako Stani
- 2010: Küss dich reich jako Stanislav Markowich
- 2011: Emilie Richards – Sandy Bay (Emilie Richards – Sehnsucht nach Sandy Bay) jako dr Sam Long
- 2011: Flaschendrehen jako Ben Ritter
- 2011: Pogromca duchów (Geister: All Inclusive) jako Michael Hagen
- 2012: Niezwykły duet: Legenda żurawia (Johanna und der Buschpilot – Die Legende der Kraniche) jako Thomas Marrach
- 2012: Niezwykły duet: Powitanie z Afryką (Johanna und der Buschpilot – Der Weg nach Afrika) jako Thomas Marrach
- 2013: Am Ende der Lüge jako Alexander Bussfeld
- 2013: Der Minister jako Franz Ferdinand von Donnersberg

### Seriale TV
- 2001: Dr. Sommerfeld – Neues vom Bülowbogen jako Tim Woite
- 2005: Küstenwache jako Sebastian
- 2005: SOKO Wismar jako Robert Haacke
- 2008: Turecki dla początkujących (Türkisch für Anfänger) jako Mehmet Uzun
- 2008-2011: Doctor’s Diary – Männer sind die beste Medizin jako dr Mehdi Kaan
- 2009-2013: Tatort (Miejsce zbrodni) jako dr Johannes Reichau
- 2010: Lasko – Die Faust Gottes jako Alessandro Bartoli
- 2010: Klimawechsel jako Ronnie Dische
- 2010: SOKO 5113 jako Oliver Sänger
- 2010: Küstenwache jako Jan Tiede / Erik Tiede
- 2011: Doktor z alpejskiej wioski (Der Bergdoktor) jako Reinhold Eisenbacher
- 2011: Utta Danella: Pocałunek na przebudzenie (Utta Danella) jako Niklas Steinke
- 2012: Kobra – oddział specjalny – odc. Odrzutowiec (Überschall) jako Kai Tannert
- 2013-2015: Heldt jako komisarz Nikolas Heldt